# Smaragdduif
De smaragdduif, ook wel  groenvleugelduif, (Chalcophaps indica) is een duif die voorkomt in een groot gebied van Sri Lanka en India via Zuid-China en Taiwan, tot in Zuidoost-Azië en de Filipijnen en Nieuw-Guinea.

## Ondersoorten, verspreiding en leefgebied
Bij de smaragdduif worden zes ondersoorten onderscheiden:
- C. i. indica: van India tot zuidelijk China, Maleisië, de Filipijnen, de Indonesische en de westelijke Papoea-Nieuw-Guinese eilanden.
- C. i. robinsoni: Sri Lanka.
- C. i. maxima: Andamanen.
- C. i. augusta: Nicobaren.
- C. i. natalis: Christmaseiland.
- C. i. minima: Numfor, Biak en Num (nabij noordelijk Nieuw-Guinea).

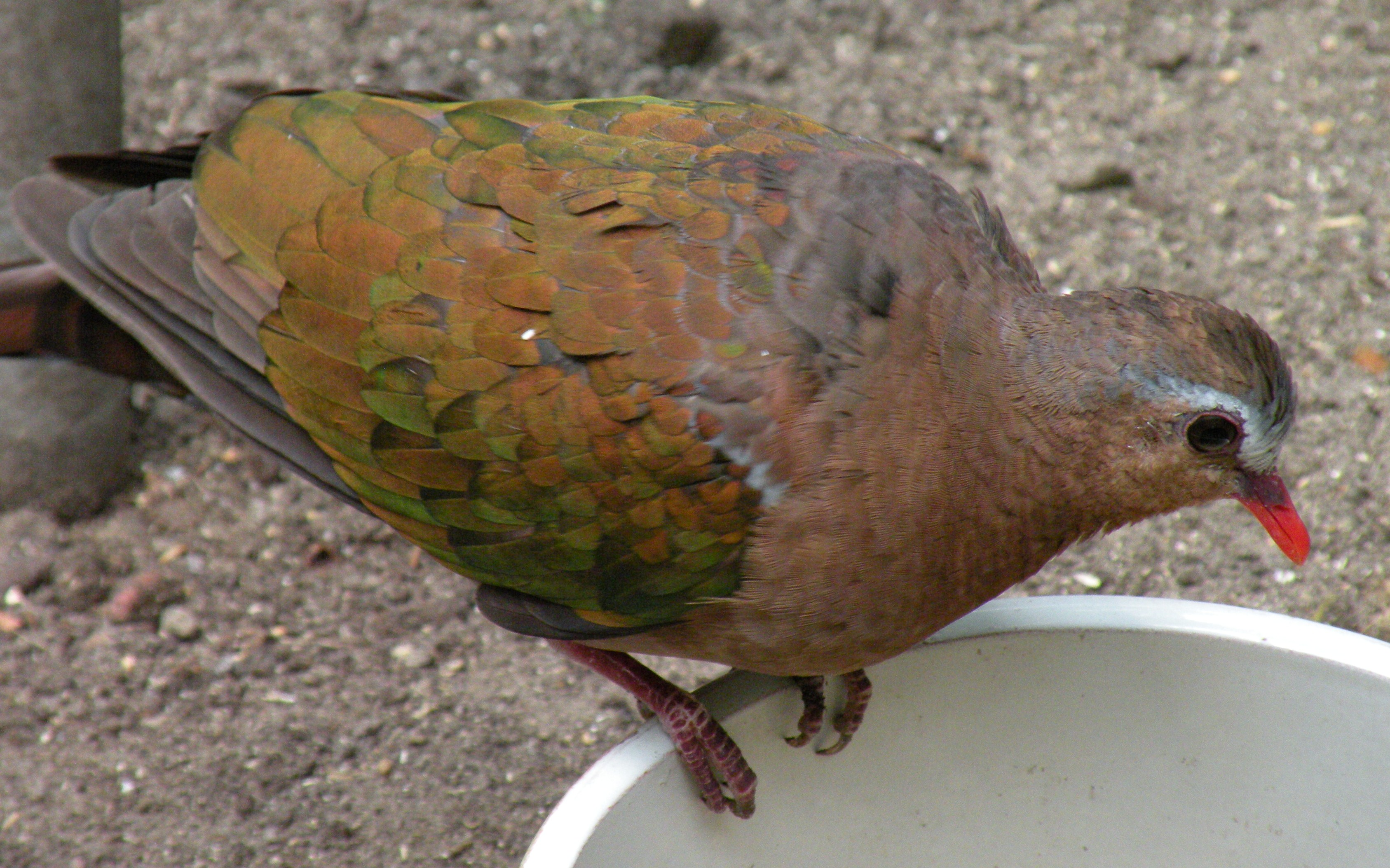
Smaragdduif in Avifauna